# 永長佐京
永長 佐京（ながおさ さきょう、1908年（明治41年）1月20日 - 1975年（昭和50年）2月22日）は日本の実業家。第一家庭電器創業者。千葉県香取郡神崎町出身。

## 略歴
千葉県香取郡神崎町に生まれ、高等小学校卒業後に地元の酒造家に丁稚奉公に入る。6年後上京し、1929年（昭和4年）に、小松川町（のちの江戸川区）で酒屋を独立して営業する。戦時統制下にあって1940年（昭和15年）に酒屋を廃業。翌年に牛車による運送業を開始。2年後には日本一と言われるほどの規模に事業を成長させるが、終戦とともに1945年（昭和20年）に廃業した。
1948年（昭和23年）に、千代田区神田富山町にてラジオ月賦店「鈴や」を創業。鈴やはやがてボランタリー・チェーン化し「ラジオリンクストア」の展開を開始する。1956年（昭和31年）に東京芝浦電気傘下に入る形で鈴やを発展的に解消、東京家庭電器株式会社を設立し、社長に就任する。
しかし、次第に強まっていった店舗の東芝色に違和感を覚え、2年後の1958年（昭和33年）に独立し第一家庭電器株式会社を設立。社名には「あらゆる家庭電化製品を売ることを第一に」「第一に皆様の家庭にご奉仕する」といった意味が込められているという。
当初は本拠地だった新橋の他、川崎、秋葉原、新宿に出店。特に秋葉原界隈には5店舗を構えたが、シェア拡大に限界を感じ1962年（昭和37年）には三鷹市に出店。以降、郊外出店を進めていき、第一家庭電器を1970年代を通じて日本随一の規模の家電量販店に成長させた。
1972年（昭和47年）、家電量販業界への貢献により藍綬褒章を受章。業界内では全日本電気大型経営研究会（全日電）の会長を務めたほか、全日電の後身にあたる日本電気大型店協会の名誉会長も務めた。1974年（昭和49年）に第一家庭電器の社長を退き、同社の会長に就任。同年、千葉県立図書館等への寄付により紺綬褒章を受章。
1975年（昭和50年）2月22日、喉頭癌のため67歳で死去。晩年の8年余りは病のため入退院を繰り返していた。
1976年（昭和51年）2月18日、第一家庭電器から永長左京追悼集が発行された。

## 著書
- 永長佐京『喉頭ガンと闘って七年半』永長佐京、1975年。
- 永長佐京ほか（共著）『私の経営 第3集』日刊工業新聞社、1974年。全国書誌番号:70005842。

## 関連書籍
- 第一家庭電器『永長佐京の歩み : 第一家庭電器株式会社十年史』第一家庭電器、1971年。全国書誌番号:73009599。
- 森下節『青雲の人 : 永長佐京外伝』風来社、1973年。
- 『永長佐京追悼集』第一家庭電器、1976年。